# 245e division d'infanterie
La  245e division d'infanterie (en allemand : 245. Infanterie-Division ou 245. ID) est une des divisions d'infanterie de l'armée allemande (Wehrmacht) durant la Seconde Guerre mondiale.

## Historique
La 245. Infanterie-Division est formée le 8 septembre 1943 en France dans la région de Rouen par la redésignation de la Division D qui était en cours de formation à partir de convalescents de la 323. Infanterie-Division.
La division se rend en mai 1945 aux forces britanniques à Schleswig-Holstein.

## Organisation

### Commandants
| Date                              | Grade           | Commandant       |
| --------------------------------- | --------------- | ---------------- |
| 8 septembre 1943 - 1er avril 1945 | Generalleutnant | Erwin Sander     |
| 1er avril 1945 - 8 mai 1945       | Generalmajor    | Kuno Dewitz (de) |

### Officiers d'opérations (Generalstabsoffiziere (Ia))
| Date                                | Grade               | Commandant       |
| ----------------------------------- | ------------------- | ---------------- |
| ? 1943 - ? 1943                     | Hauptmann i.G.      | Dr Geißler       |
| Décembre 1943 - Janvier 1944        | Oberstleutnant i.G. | Müller           |
| 20 janvier 1944 - 15 novembre 1944  | Oberstleutnant i.G. | Hans-Georg Meyer |
| 15 novembre 1944 - 1er février 1945 | Major i.G.          | Rudolf Siefart   |
| 1er février 1945 - ? 1945           | Major i.G.          | Joachim Lindner  |

## Théâtres d'opérations
- France : septembre 1943 - septembre 1944
- Belgique et Pays-Bas : septembre 1944 - décembre 1944
- Alsace et Nord-Ouest de l'Allemagne : décembre 1944 - mai 1945

## Ordres de bataille
1943
- Grenadier-Regiment 935
- Grenadier-Regiment 936
- Grenadier-Regiment 937
- Artillerie-Regiment 245
- Pionier-Bataillon 245
- Nachrichten-Abteilung 245
- Versorgungseinheiten 245

1945
- Grenadier-Regiment 935
- Grenadier-Regiment 936
- Grenadier-Regiment 937
- Füsilier-Bataillon 245
- Artillerie-Regiment 245
- Pionier-Bataillon 245
- Panzerjäger-Abteilung 245
- Nachrichten-Abteilung 245
- Feldersatz-Bataillon 245
- Versorgungseinheiten 245